# Stanisław Żukowski (1580–1636)
Stanisław Żukowski herbu Prus III (ur. ok. 1580, zm. 24 września 1636 w Rzymie) – wikariusz generalny poznański, kanonik poznański, prokurator generalny kapituły, proboszcz w Modrzu, poseł na Sejm 1625.
Stanisław Żukowski urodził się około w 1580 r. jako syn Bartłomieja Żukowskiego herbu Prus III i Anny Kruszyńskiej herbu Pobóg. Jego bratem był Wojciech Maksymilian, podsędek sandomierski.
Zdecydował się na karierę duchowną w diecezji poznańskiej, gdzie w 1618 r. został kanonikiem, a w 1627 r. wikariuszem generalnym poznańskim. Pełnił funkcję prokuratora generalny kapituły, był też proboszczem w Modrzu. Z ramienia kapituły poznańskiej posłował na sejm w 1625 r.
Zmarł 24 września 1636 r. w Kurii Rzymskiej.